# Rollins Band
Rollins Band est un groupe américain de rock, originaire de Van Nuys, en Californie. Il est formé en 1987 par Henry Rollins. Avant la fin de l'année, Rollins Band enregistrent leur premier album Life Time (produit par Ian MacKaye de Fugazi), suivront Do It (1988), Hard Volume (1989) et Turned On (1990). 
En 2006, Henry Rollins reforme le groupe avec Chris Haskett, Sim Cain et Melvin Gibbs le temps de quelques dates. Rollins révèle à Alan Sculley du Daily Herald que cette réunion avec Haskett, Gibbs et Cain ne pourra se faire à long terme, à moins que le groupe ne décide d'écrire de nouvelles chansons.

## Historique

### Précurseurs (1980–1986)
Avant la formation officielle du groupe, Henry Rollins ont enregistré avec Mick Green à la batterie, Bernie Wandel à la basse et Chris Haskett à la guitare, l'album Hot Animal Machine (présenté comme un album solo de Rollins) et le maxi Drive by Shooting (où les quatre comparses se présentent comme les Henrieta Collins and the Wifebeating Childhaters).[réf. nécessaire] Les sonorités des deux albums demeuraient assez semblables à celles de l'ex-groupe punk dont Rollins était le chanteur, Black Flag'. L'EP Drive by Shooting . Si Haskett demeure dans le projet, Mick Green et Bernie Wandel sont remplacés le printemps de la même année par Sim Cain et Andrew Weiss, pour former Rollins Band et partir en tournée aux États-Unis et en Europe, ils recrutent au cours de cette tournée leur ingénieur son et cinquième membre Theo Van Rock.

### Première édition (1987–1994)
Avant la fin de l'année, Rollins Band enregistrent leur premier album Life Time (produit par Ian MacKaye de Fugazi), suivront Do It (1988), Hard Volume (1989) et Turned On (1990). Ils sont invités à la première édition du festival Lollapalooza en 1991.
En 1992, ils sortent The End of Silence, un album qui connaît des ventes honorables et dont deux morceaux sont même diffusés par MTV (Low Self Opinion et Tearing). L'album présente des influences jazz fusion. Ils tournent en première partie de la tournée européenne de Red Hot Chili Peppers avant un passage au Dynamo Open Air et au Festival de Reading. Après la tournée, Weiss (impliqué dans d'autres projets et prenant une autre direction musicale) est remplacé par le bassiste jazz et funk Melvin Gibbs sur recommandation du guitariste Vernon Reid (Gibbs refusera l'offre au tout début pour finalement l'accepter).
En 1994 le groupe connaît la notoriété avec l'album Weight, dont le fameux clip Liar passera en boucle sur MTV. Cette même année le groupe apparaît sur la bande originale du film The Crow avec le titre Ghostrider et sur la bande originale du film Demon Knight avec la pièce Fall Guy. Le groupe se produit au Woodstock '94.

### Deuxième et troisième éditions (1994–2005)
En 1997, ils sortent Come In and Burn au label DreamWorks Records. L'album est mal accueilli par la presse spécialisée. La même année Henry Rollins congédie les membres du groupe et les remplace par ceux du groupe Mother Superior pour sortir Get Some Go Again en 2000, Nice en 2001, un album live intitulé The Only Way to Know for Sure et Rise Above: 24 Black Flag Songs to Benefit the West Memphis Three en 2004.

### Quatrième édition (2006)
En 2006, Henry Rollins reforme le groupe avec Chris Haskett, Sim Cain et Melvin Gibbs pour quelques concerts. Sur henryrollins.com, Rollins révèle : « On a répété dedans et en dehors pendant quelques mois, et on se remet doucement ensemble... Ca fait du bien de jouer à nouveau avec ces gars depuis tant d'années » Le groupe ouvre quelques concerts pour X, et joue au Henry Rollins Show le 12 août 2006.

### Pause indéfinie (depuis 2007)
Rollins révèle à Alan Sculley du Daily Herald que cette réunion avec Haskett, Gibbs et Cain ne pourra se faire à long terme, à moins que le groupe ne décide d'écrire de nouvelles chansons : « Je ne vais pas tourner autour du pot. Je n'ai pas envie de sortir de nouvel album en Amérique, sauf si c'est un album qui le vaut bien. Autrement, ça manquera de légitimité... Miles Davis ne voudrait jamais faire ça. Et j'ai pas envie de sortir un best-of... »
En 2014, Rollins admet ne pas vouloir rééditer d'anciennes chansons – « Pour moi, c'est comme se considérer comme un guerrier et entrer dans un combat perdu d'avance. Je ne vois pas l'intérêt de faire les mêmes trucs. Si c'est ce que veulent les autres, c'est leur problème. Pour ma part, je dois aller de l'avant. La vie est trop courte pour vivre dans le passé. Il y a encore beaucoup à faire. »
L'ancien membre du groupe Jason Mackenroth meurt le 3 janvier 2016, dans le Nevada d'un cancer de la prostate.

## Style musical et influences
Rollins Band est catégorisé de metal alternatif, hard rock, funk metal, et post-hardcore,,. Des albums tels que Weight sont inspirés par le jazz,. Ils font partie de la scène metal alternatif des années 1990 à Los Angeles, aux côtés de Tool, Jane's Addiction, Rage Against the Machine et Green Jellÿ. Ils s'inspirent de groupes de rock et metal des années 1970 comme Black Sabbath, The Velvet Underground, Pink Fairies et Thin Lizzy. Le style vocal de Rollins s'inspire de groupes de nu metal et alternatif comme Coal Chamber, Korn, Chevelle, Godsmack et System of a Down. Les chansons de Rollins Band, Tearing et Shine, sont reprises par Pearl Jam.

## Membres

### Membres actuels
- Henry Rollins – chant (1987–2003, 2006)
- Chris Haskett – guitare (1987–1997, 2006)
- Sim Cain – batterie, percussions (1987–1997, 2006)
- Melvin Gibbs – basse (1993–1997, 2006)

### Anciens membres
- Andrew Weiss – basse (1987–1992)
- Jim Wilson – guitare, piano (1999–2003)
- Marcus Blake – basse (1999–2003)
- Jason Mackenroth – batterie, percussions, saxophone (1999–2003)
- Theo Van Rock – ingénierie sonore

## Discographie

### Albums studio
- 1988 : Life Time
- 1989 : Hard Volume
- 1992 : The End of Silence
- 1994 : Weight
- 1997 : Come In and Burn
- 2000 : Get Some Go Again
- 2002 : Nice

### Albums live
- 1988 : Do It
- 1990 : Turned On
- 1993 : Electro Convulsive Therapy
- 1999 : Insert Band Here: Live in Australia 1990
- 2000 : A Clockwork Orange Stage
- 2002 : The Only Way to Know for Sure